# شام آخر (مستند ایرانی)
شام آخر (انگلیسی: The Last Supper Of The Levant) یک فیلم مستند جنگی دربارهٔ مسیحیان سوریه، به کارگردانی و نویسندگی محمد فانع‌فرد می‌باشد که محصول سال ۲۰۱۷ است.

## داستان و توضیحات
مسیحیان سوریه اقلیتی در سوریه که حضورشان قدمت چند هزار ساله دارد و با ورود اسلام سالیان سال همزیستی مسالمت‌آمیزی هم داشته‌اند، اما حالا دستخوش وحشیانه‌ترین رفتارها از جانب عده‌ای شده‌اند که آن‌ها نیز خود را مسلمان می‌خوانند. پس از شروع اختلافات و درگیری‌ها در سوریه آتش جنگ، پیروان این دین را نیز در برمی گیرد و صلح و آرامش از زندگی ایشان می‌رود.
جرمانا محله‌ای است مسیحی‌نشین در دمشق که مردمانش دوشادوش بقیه اقوام و مسلمانان به دفاع از کشورشان پرداخته‌اند، اما در این میان معلول، روستایی که در ۶۰ کیلومتری جنوب دمشق واقع شده، داستان‌هایی شنیدنی دارد. این روستا یکی از چهار روستایی است که همچنان به زبان آرامی در آن صحبت می‌شود. این روستا با قدمتی ۷ هزار ساله، نمونه‌ای مثال‌زدنی از همزیستی مسلمان و مسیحی بوده که حالا مسیحیانش حرف‌هایی برای گفتن دارند. روستایی با معماری بسیار زیبا و خانه‌هایی غار مانند در دل کوه و دِیر قدیسه تقلا که هر ساله زیارتگاه مردمان بیشماری است. این روستا در جریان درگیری‌ها مورد هجوم نیروهای جبهه النصره قرار می‌گیرد و آنان پس از به آتش‌کشیدن روستا، ۱۲ راهبه را از دیر قدیسه تقلا ربوده و به جایی ناشناخته برده و…

## حضور در جشنواره‌ها
مستند «شام آخر» تاکنون موفق شده جایزه‌های مختلفی را دریافت کند.
- فیلم برگزیده دهمین جشنواره سینما حقیقت،
- برگزیده سی‌وپنجمین جشنواره جهانی فجر
- بهترین فیلم مستند جشنواره ماهانه فیلم‌های فرقه‌ای-فرهنگی کلکته هند[الف][۲][۳]
- آمریکا
- جایزه بزرگ بهترین مستند از هجدهمین جشنواره «تله‌کینو فوروم» از روسیه (سپتامبر ۲۰۱۸)[۴][۵]

## عوامل تولید
- نویسنده: محمد قانع‌فرد
- کارگردان: محمد قانع‌فرد
- تهیه‌کننده: محمد قانع‌فرد
- راوی: ایمن قزوینی
- تصویربرداران: مصطفی آقامحمدلو، محمد مهدی بهرامی‌نژاد، حسین کنیار، خالد الجبری
- تدوین: محمود نوری، مائده رحمانی
- مدیر تولید: مهدی پارسا، یوسف نجدی
- صدابردار: عباس حیدر
- تدارکات: حازم تقلا
- تصحیح رنگ و جلوه‌های رایانه‌ای: حمیدرضا پروانه
- دستیار کارگردان: یاسمن اکبرپور
- مترجم: محمد دریب-
- پشتیبانی فنی: علیرضا تبریزی

## یادداشت
1. ↑  Calcutta International Cult Film Festival